# Víctor de la Parte
Víctor de la Parte González (ur. 22 czerwca 1986 w Vitorii-Gasteiz) – hiszpański kolarz szosowy.

## Osiągnięcia
Opracowano na podstawie:

2010
- 1. miejsce na 8. etapie Circuito Montañés

2012
- 2. miejsce w Dookoła Rumunii
  - 1. miejsce na 8. etapie
- 1. miejsce w Sibiu Cycling Tour
  - 1. miejsce w klasyfikacji górskiej
  - 1. miejsce w klasyfikacji punktowej
  - 1. miejsce na 1. etapie

2013
- 1. miejsce w Tour d’Algérie
  - 1. miejsce na 5. etapie
- 3. miejsce w Tour de Blida

2014
- 2. miejsce w Troféu Joaquim Agostinho
  - 1. miejsce w prologu
- 1. miejsce w prologu Volta a Portugal

2015
- 1. miejsce w Flèche du Sud
- 3. miejsce w Oberösterreichrundfahrt
  - 1. miejsce na 1. etapie
- 1. miejsce w Österreich-Rundfahrt
  - 1. miejsce na 4. i 6. etapie

2016
- 3. miejsce w Tour of Croatia

2019
- 3. miejsce w Tour of Croatia

## Rankingi
| Rok             | 2010 | 2011  | 2012 | 2013 | 2014 | 2015 | 2016 | 2017 | 2018  | 2019 | 2020 | 2021 | 2022  | 2023 | 2024  |
| --------------- | ---- | ----- | ---- | ---- | ---- | ---- | ---- | ---- | ----- | ---- | ---- | ---- | ----- | ---- | ----- |
| UCI World Tour  |      |       |      |      |      |      | -    | 177. | 316.  |      |      |      |       |      |       |
| World Ranking   |      |       |      |      |      |      | 321. | 575. | 1609. | 431. | 228. | 490. | 1057. | 703. | 1311. |
| UCI Europe Tour | 920. | 1222. | 130. | 358. | 111. | 25.  | 301. | 959. | 1599. | 342. | 190. | 396. | 756.  | -    | -     |
| UCI Asia Tour   | -    | -     | -    | 95.  | -    | 154. | -    | -    | -     |      |      |      |       |      |       |
| UCI Africa Tour | -    | -     | -    | 24.  | -    | -    | -    | -    | -     |      |      |      |       |      |       |
|                 |      |       |      |      |      |      |      |      |       |      |      |      |       |      |       |
| Źródło: UCI     |      |       |      |      |      |      |      |      |       |      |      |      |       |      |       |